# Khris Middleton
James Khristian „Khris“ Middleton (* 12. August 1991 in Charleston, South Carolina) ist ein US-amerikanischer Basketballspieler, der seit 2025 bei den Washington Wizards in der National Basketball Association (NBA) unter Vertrag steht. Er ist dreimaliger NBA All-Star.

## NBA-Karriere
Nach drei Jahren an der Texas A&M, wurde Middleton im NBA-Draft 2012 an 39. Stelle von den Detroit Pistons ausgewählt. Er kam in 21 Spielen zum Einsatz und erzielte in seinem Rookiejahr 6,1 Punkte im Schnitt. Parallel zu seinem NBA-Engagement, spielte Middleton auch für die Fort Wayne Mad Ants in der NBA-Entwicklungsliga D-League.
Am 31. Juli 2013 wurde er im Zuge eines Transfers an die Milwaukee Bucks abgegeben. Hier gelang ihm im ersten Jahr der Durchbruch. Er startete in 64 von 82 Spielen, wobei er 12,1 Punkte, 3,8 Rebounds und 2,0 Assists in 30 Minuten Einsatzzeit im Schnitt erzielte. Er traf respektable 41,4 % von der Dreipunktlinie und 86,1 % von der Freiwurflinie.
Im Sommer 2015 unterzeichnete Middleton eine Vertragsverlängerung mit den Bucks, die ihm 70 Millionen US-Dollar für fünf Jahre garantiert. Die Saison 2017–18 war für Middleton besonders stark. Er erzielte 20,1 Punkte, 5,2 Rebounds und 4,0 Assists in allen 82 Spielen. Mit den Bucks erreichte er die Playoffs, schied jedoch mit diesen in der ersten Runde aus. 2019 folgte für Middleton die erste Nominierung zum NBA All-Star Game. Mit den Bucks spielte er eine der besten Saisons der Franchise-Geschichte, in dem sie den ersten Platz in der Eastern Conference belegte und wo er mit 18,3 Punkte, 6,0 Rebounds und 4,3 Assists pro Spiel entscheidenden Anteil daran hatte. In den Playoffs erreichte er mit den Bucks das Conference-Finale, wo man gegen die Toronto Raptors verloren hatte.

## Auszeichnungen
- 1× NBA Champion: 2021
- 3× NBA All-Star: 2019, 2020, 2022

## NBA-Statistiken

### Reguläre Saison
| Saison   | Team      | GP  | GS  | MPG  | FG % | 3P % | FT %  | RPG | APG | SPG | BPG | PPG  |
| -------- | --------- | --- | --- | ---- | ---- | ---- | ----- | --- | --- | --- | --- | ---- |
| 2012–13  | Detroit   | 27  | 0   | 17.6 | .440 | .311 | .844  | 1.9 | 1.0 | 0.6 | 0.1 | 6.1  |
| 2013–14  | Milwaukee | 82  | 64  | 30.0 | .440 | .414 | .861  | 3.8 | 2.1 | 1.0 | 0.2 | 12.1 |
| 2014–15  | Milwaukee | 79  | 58  | 30.1 | .467 | .407 | .859  | 4.4 | 2.3 | 1.5 | 0.1 | 13.4 |
| 2015–16  | Milwaukee | 79  | 79  | 36.1 | .444 | .396 | .888  | 3.8 | 4.2 | 1.7 | 0.2 | 18.2 |
| 2016–17  | Milwaukee | 29  | 23  | 30.7 | .450 | .433 | .880  | 4.2 | 3.4 | 1.4 | 0.2 | 14.7 |
| 2017–18  | Milwaukee | 82  | 82  | 36.4 | .466 | .359 | .884  | 5.2 | 4.0 | 1.5 | 0.3 | 20.1 |
| 2018–19  | Milwaukee | 77  | 77  | 31.1 | .441 | .378 | .837  | 6.0 | 4.3 | 1.0 | 0.1 | 18.3 |
| 2019–20  | Milwaukee | 62  | 59  | 29.9 | .497 | .415 | .916  | 6.2 | 4.3 | 0.9 | 0.1 | 20.9 |
| 2020–21  | Milwaukee | 68  | 68  | 33.4 | .476 | .414 | .898  | 6.0 | 5.4 | 1.1 | 0.1 | 20.4 |
| 2021–22  | Milwaukee | 66  | 66  | 32.4 | .443 | .373 | .890  | 5.4 | 5.4 | 1.2 | 0.3 | 20.1 |
| 2022–23  | Milwaukee | 33  | 19  | 24.3 | .436 | .315 | .902  | 4.2 | 4.9 | 0.7 | 0.2 | 15.1 |
| 2023–24  | Milwaukee | 55  | 55  | 27.0 | .493 | .381 | .833  | 4.7 | 5.3 | 0.9 | 0.3 | 15.1 |
| Gesamt   | Gesamt    | 739 | 650 | 31.1 | .460 | .388 | .879  | 4.8 | 3.9 | 1.2 | 0.2 | 16.9 |
| All-Star | All-Star  | 3   | 0   | 21.7 | .357 | .400 | 1.000 | 3.7 | 2.7 | 0.0 | 0.0 | 10.0 |

### Play-offs
| Saison  | Team      | GP | GS | MPG  | FG % | 3P % | FT %  | RPG | APG | SPG | BPG | PPG  |
| ------- | --------- | -- | -- | ---- | ---- | ---- | ----- | --- | --- | --- | --- | ---- |
| 2014–15 | Milwaukee | 6  | 6  | 38.7 | .380 | .324 | .933  | 3.7 | 2.0 | 2.3 | 0.5 | 15.8 |
| 2016–17 | Milwaukee | 6  | 6  | 38.5 | .397 | .368 | .818  | 4.7 | 5.3 | 2.0 | 0.0 | 14.5 |
| 2017–18 | Milwaukee | 7  | 7  | 39.3 | .598 | .610 | .737  | 5.1 | 3.1 | 0.9 | 0.7 | 24.7 |
| 2018–19 | Milwaukee | 15 | 15 | 34.4 | .418 | .435 | .885  | 6.3 | 4.4 | 0.6 | 0.0 | 16.9 |
| 2019–20 | Milwaukee | 10 | 10 | 35.5 | .394 | .354 | .826  | 6.9 | 6.0 | 1.1 | 0.2 | 20.3 |
| 2020–21 | Milwaukee | 23 | 23 | 40.1 | .438 | .343 | .887  | 7.6 | 5.1 | 1.5 | 0.2 | 23.6 |
| 2021–22 | Milwaukee | 2  | 2  | 36.0 | .417 | .429 | 1.000 | 5.0 | 7.0 | 1.5 | 0.0 | 14.5 |
| 2022–23 | Milwaukee | 5  | 5  | 34.6 | .465 | .406 | .867  | 6.4 | 6.2 | 0.6 | 0.0 | 23.8 |
| 2023–24 | Milwaukee | 6  | 6  | 38.3 | .482 | .355 | .900  | 9.2 | 4.7 | 0.5 | 0.2 | 24.7 |
| Gesamt  | Gesamt    | 80 | 80 | 37.6 | .441 | .390 | .866  | 6.5 | 4.8 | 1.2 | 0.2 | 20.6 |